# Pocisk balistyczny wystrzeliwany z okrętu podwodnego

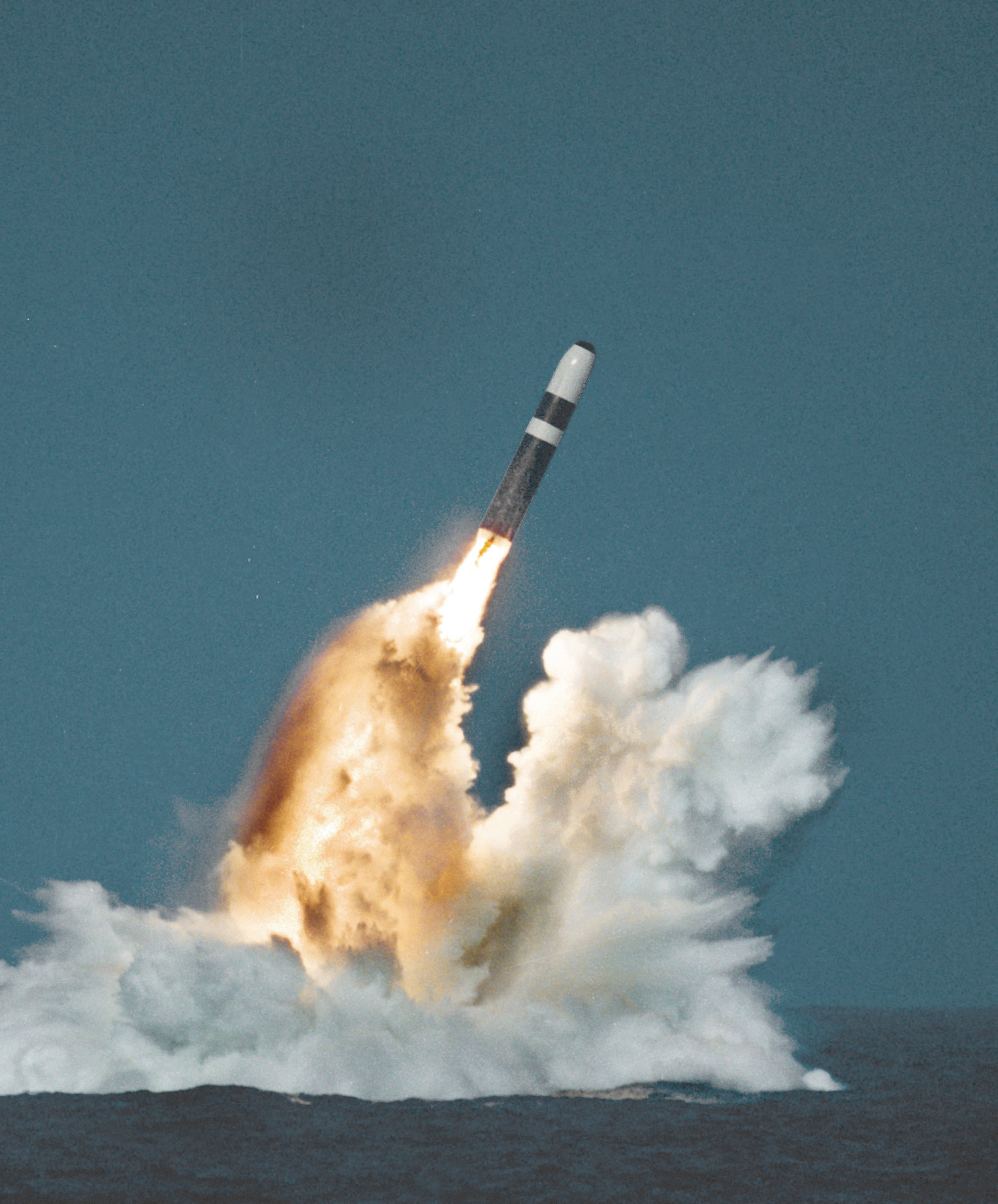
Pocisk Trident wystrzelony z zanurzonego okrętu podwodnego

Pocisk balistyczny wystrzeliwany z okrętu podwodnego, SLBM (od ang. submarine-launched ballistic missile) – pocisk balistyczny klasy woda–ziemia zaprojektowany do wystrzeliwania z okrętu podwodnego i przenoszenia głowicy jądrowej. Nowoczesny pocisk tego typu uzbrojony jest w kilka takich głowic (MIRV, od ang. multiple independently targetable reentry vehicle), co pozwala na jednoczesne uderzenie w kilka niezależnych celów przy odpaleniu jednej rakiety.
16 września 1955 o godzinie 17.32 na Morzu Białym kapitan drugiej rangi (komandor porucznik) F.I. Kozłow dokonał pierwszego na świecie odpalenia pocisku balistycznego (R-11FM) z okrętu podwodnego znajdującego się na powierzchni morza. 20 lipca 1960 o godzinie 12:39 z pierwszego na świecie strategicznego okrętu podwodnego z napędem atomowym, USS George Washington, dokonano pierwszego na świecie odpalenia pocisku balistycznego w zanurzeniu.